# Volkswagen Passat
El Volkswagen Passat es un automóvil de turismo del segmento D producido por el fabricante alemán Volkswagen desde el año 1973. Según la carrocería, la época y el mercado, distintas variantes fueron vendidas bajo otras denominaciones como Santana, Quantum, Dasher, Magotan/Passat Pro, Corsar y Carat.
Las generaciones sucesivas del Passat llevan las designaciones internas B1, B2, etc. Originalmente estas designaciones estaban alineadas en paralelo con el Audi 80 y el A4 con las cuales el Passat compartía plataforma, sin embargo, esto ya no es así desde que la generación B8 del A4 pasara a usar la plataforma MLB.
Autolatina, asociación temporaria de las filiales de Volkswagen de Brasil y Ford de Argentina, permitió que el Santana se vendiese en América Latina desde 1991 a 1996, con los nombres Ford Versailles, Ford Galaxy y Ford Versailles Royale.
En 2009, junto a la séptima generación fue lanzada como versión por separado el Passat CC (cupé de cuatro puertas), y que se ubicó entre la primera y el Volkswagen Phaeton. Aunque el CC apareció junto al Passat B7, usó la plataforma del B6. En algunos países como México, solo se vendió en estos años (2010-2014) la versión CC y no la versión B7 de carrocería estándar.
Actualmente Volkswagen comercializa dos variantes del Passat a nivel global. En enero de 2011, la compañía anunció que el nuevo sedán mediano (NMS) se construiría en la Planta de Ensamble de Volkswagen en Chattanooga para el mercado estadounidense y se llamaría Passat. Esta edición es paralela a las generaciones 7 y 8 del resto del mundo. Shanghai Volkswagen Automotive también fabrica el Passat NMS en su fábrica en Nankín. El NMS se vende en América del Norte, Corea del Sur, China y Medio Oriente. 
La octava generación del Passat, B8, entró en producción en Europa en 2014, basado en la plataforma MQB. En el año 2015, este coche ganó el premio a Coche del Año en Europa.
El Passat B9 entró en producción en 2023. A diferencia de la generación anterior, en Europa sólo se ofrece este modelo en carrocería familiar de 5 puertas.

## Historia del modelo

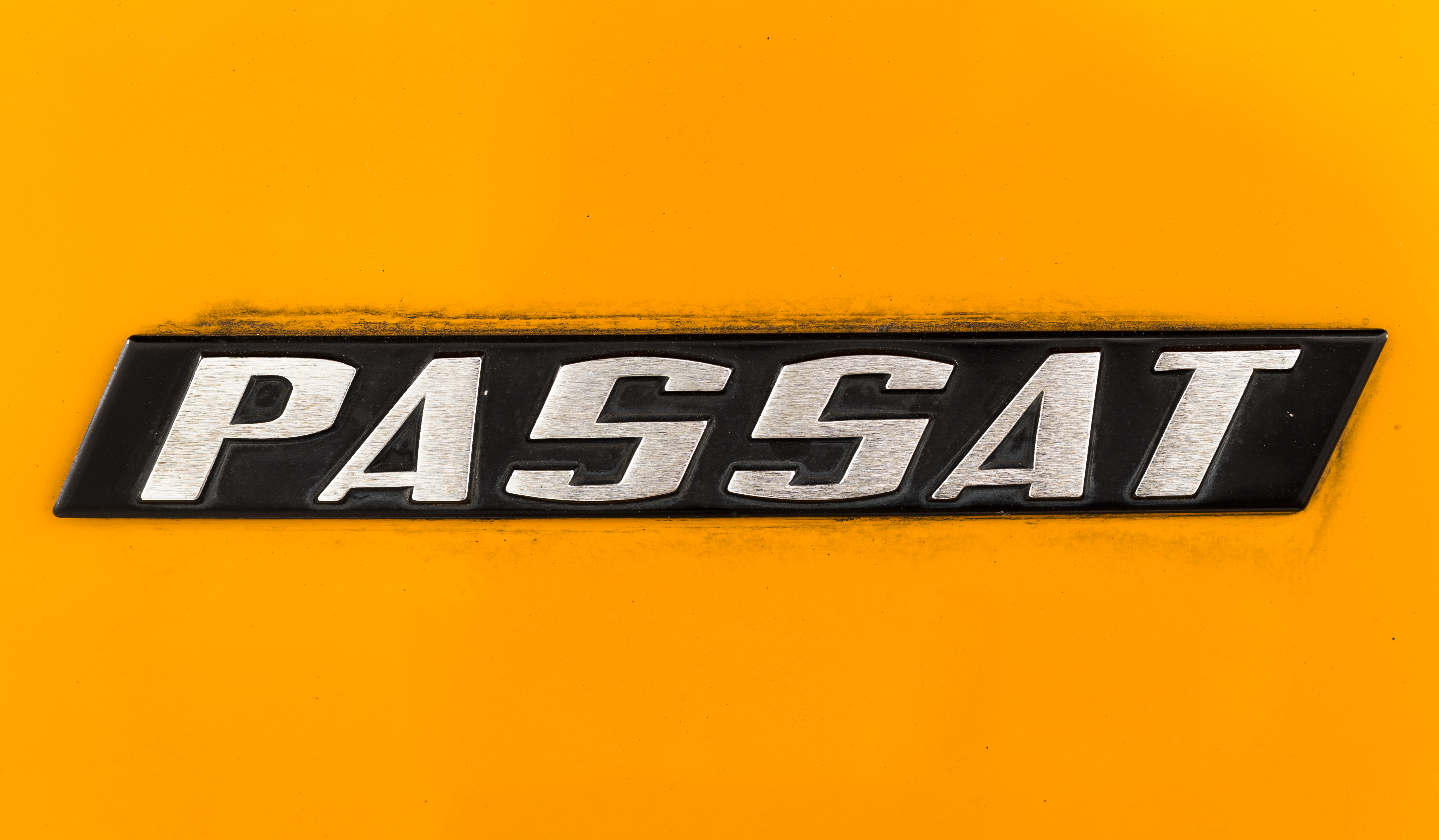
Logotipo Passat en un Passat B1.

La versión original (B1) se derivó del Audi 80 que se presentó en otoño de 1972 y a principios del año 1973 se ofreció como modelo hatchback de 5 puertas. El vehículo se diferencia por sus motores refrigerados con agua y tracción delantera esenciales con respecto de su antecesor (VW 1500/1600) que tenía motores refrigerados por aire y tracción trasera. A comienzos de 1974 Volkswagen introdujo una versión familiar del Passat llamada Variant —única versión en el actual Passat B9—. Existió también una versión de tres puertas.
A lo largo de sus nueve generaciones, el Passat ha ido incrementando su tamaño constantemente, el Passat actual B9 —que en Europa solo se ofrece la versión familiar—, con 4,92 metros de largo y 1,85 metros de ancho bastante más grande que el primer modelo (4,20 metros de largo y 1,60 metros de ancho). Hasta abril de 2007 se construyeron más de cincuenta millones de ejemplares del Passat, del Dasher y del relacionado Santana. De esta forma el Passat estaba en la posición nueve de los autos más fabricados del mundo.
A mediados de 2008 se trajo al mercado una versión cuatro puertas cupé, el Volkswagen Passat CC.
Hasta el modelo B9, se ofrecen el sedán con maletero y la variante familiar, de este último es el que se tienen más solicitudes (más del 70 % de las ventas). En 2004, el Passat era el más ampliamente extendido entre los vehículos para empresas y de servicio en Alemania. En 2011 el 86.1% de todos las matriculaciones nuevas en Alemania eran comerciales. En 2006 se autorizó la nueva matriculación de un total de 124,611 vehículos.
En América del Norte existe desde 2011 su propio modelo, el Passat NMS. Este se fabrica en la fábrica de Volkswagen en Chattanooga en Tennessee. Este modelo también se produce en China desde 2012, aunque ahí se ofrece en paralelo con el modelo europeo.

## Particularidades
En el Passat se cambió varias veces la orientación de montaje del motor. Hasta la serie B2 tenía motor longitudinal, de manera que en el B2 la serie se basaba en la del Audi 80/90 (Typ 81/85), para la construcción longitudinal se diseñaron una serie de motores de cinco cilindros en línea. Con la serie B3/B4 tuvo lugar un cambio en la construcción de los motores a transversal. Como la motorización tope de gama se desarrolló un motor VR de seis cilindros de construcción transversal. Con el cambio de modelo a la serie B5 tuvo lugar de nuevo un cambio a construcción longitudinal, para que se pudiese alojar el motor V6 de Audi. También estuvo disponible un W8, un ocho cilindros. En el cambio a la serie B6 se volvió a hacer un cambio hacia una construcción transversal, en el cual la motorización más alta es la de un motor VR seis cilindros.

## Nombre
Originalmente el Passat surgió como EA (en alemán: Entwicklungsauftrag, contrato de desarrollo) 400 y llegó a los concesionarios como "Typ 511". Después de pláticas en la fábrica de Volkswagen surgió la idea de llevar nombres en lugar de números, pues se consideró que los números de denominación interna (como Typ) resultaban innecesarios. El nombre del modelo proviene de los vientos alisios orientales, que en alemán se llaman Passat, que a su vez proviene del portugués passar, "pasar", "desplazar" o del italiano passata, "travesía"; que en el ecuador desde Colón y la época moderna temprana son de importancia para la navegación y el tráfico aéreo debido a su resistencia. Volkswagen continuó este tipo de denominación para sus modelos con el Scirocco, el Jetta, el Santana y el Bora.

## Lugares de producción
De 1973 a 1975 se fabricó el Passat en la fábrica de Volkswagen en Salzgitter, de 1974 a 1977 en la fábrica de Wolfsburg. Desde 1977 el Passat se fabrica en Alemania en la fábrica de Volkswagen en Emden así como en la de Zwickau desde 1992. En Emden también se fabricó de 2008 a 2016 el Volkswagen Passat CC. Desde 2017 esta ubicación se utiliza para la fabricación del Arteon.

## Generaciones
|                     |
| Passat B1 1973-1980 |

|                     |
| Passat B2 1980-1988 |

|                     |
| Passat B3 1988-1993 |

|                     |
| Passat B4 1993-1997 |

|                          |
| Passat B5/B5.5 1997-2005 |

|                     |
| Passat B6 2005-2010 |

|                     |
| Passat B7 2010-2014 |

|                     |
| Passat B8 2014-2023 |

| |
| Passat B9 2023-presente A diferencia del resto de generaciones, en Europa ya no se ofrece la versión sedán de este modelo. |

## Versiones fuera de Europa

### Passat NMS (América del Norte, Oriente Medio, Corea del Sur y China) 2011-2019
Fue conocido como el Nuevo Sedán del segmento D (en inglés: New Midsize Sedan) antes de su lanzamiento en enero de 2011. Este modelo es el único modelo mediano diseñado específicamente para el mercado de América del Norte (Canadá, Estados Unidos y México) por Volkswagen y ha convivido con las generaciones 7 y 8 europeas. Reemplaza al sedán Passat B6 y se comercializa desde 2012. También se vende en varios países árabes y en China junto con el Passat Lingyu y Magotan. 
Los modelos de América del Norte, de Medio Oriente Medio y de Corea del Sur se fabrican en la Planta de Volkswagen en Chattanooga, mientras que las versiones para el mercado chino se construyen en VW Shanghai desde 2011.
El Volkswagen Passat ganó el Automóvil del Año de Motor Trend en 2012, y en 2013, el Passat TDI estableció un nuevo Récord Guinness por economía de combustible dentro de la categoría de carro no híbrido. Logró un consumo de combustible de 3,02 l/100 km (33,11 km/l)
Para 2014, el Passat reemplazó su motor cinco cilindros 2.5 litros naturalmente aspirado por un motor cuatro cilindros turbocargado TSI de 1.8 litros. El cuatro cilindros turbocargado alcanzaba los mismos 170 caballos de fuerza que hacía el cinco cilindros e incrementaba su torque en 7 libras pie. El motor recibió el premio Wards a los 10 mejores motores en 2014.

#### Rediseño de 2016
En 2016, el NMS recibió una actualización de línea consistente en portar 4 costillas en su cofre en lugar de dos, nueva parrilla, nueva fascia delantera y un contorno nuevo de su fascia trasera, en realidad, actualizaciones estéticas (rediseño) y algunas tecnológicas.
El Passat ahora ofrece faros delanteros y luces traseras con tecnología LED de manera opcional, parachoques delantero con acentos negros, una pieza similar a un difusor en la parte trasera y rines especiales de 19 pulgadas.

#### Modelo de 2020
Volkswagen anunció un Passat completamente nuevo para el mercado estadounidense que sería lanzado en 2019 como modelo 2020. Este Passat mantiene la misma plataforma que el modelo anterior, pero ha sido completamente reestilizado sobre la estructura, chasis, motor y transmisión del Passat saliente. También el interior recibe una actualización.
Tiene una cresta lateral prominente que corre de la parte delantera a la trasera y un estilo más tridimensional que lo acerca al Volkswagen Jetta VII, modelo que no se ofrece en Europa respecto a la generación anterior. Entre el equipamiento nuevo de serie se incluyen rines de aluminio de 17 pulgadas e iluminación exterior completamente con tecnología led.
El interior del nuevo Passat NMS también recibió mejoras visuales similares a las del exterior y ahora cuenta con una ventila de aire que cubre todo el ancho del tablero desde la consola central hasta la puerta del pasajero.
Otras actualizaciones notables que Volkswagen trae con este modelo están en el equipo que ofrece. De serie ahora viene con una pantalla de 8 pulgadas con Apple CarPlay y Android Auto (junto con radio satelital SiriusXM). Igual que antes del rediseño, se incluye equipo de seguridad en el modelo base, como advertencia de colisión frontal, frenado autónomo de emergencia, monitoreo de punto ciego y alerta de tráfico cruzado. De manera opcional se puede pagar por control de crucero adaptativo, asistencia de mantenimiento de carril y amenidades como rines de 18 o 19 pulgadas, sistema de audio Fender, entrada sin llave con botón de encendido y superficies en piel nappa.
Algunos aspectos que permanecen sin cambios son su suspensión, el motor cuatro cilindros turbocargado 2 litros que tiene el Passat desde 2017 y la transmisión automática de seis velocidades. Volkswagen realizó algunos ajustes en el motor para incrementar su producción de torque a 207 lb-ft, un incremento de 23 lb-ft. Y sigue entregando 174 caballos de fuerza. 
Este Passat mantiene la arquitectura del anterior y no migra a la plataforma MQB como su contraparte europea; esto hace que el Passat siga siendo, junto con el Beetle y la Tiguan Classic, uno de los pocos modelos en el mercado estadounidense que todavía no utiliza esta plataforma.

### Passat NMS (China) (2019-2021)
Revelado el 12 de octubre de 2018 por SAIC Volkswagen, el Passat 2019 para el mercado chino se construye sobre la Plataforma MQB del Grupo Volkswagen igual que el Passat B8. A pesar de la apariencia similar entre los Passats norteamericanos y chinos, son modelos completamente diferentes basados en plataformas diferentes. Este modelo reemplaza al Passat NMS en China, mientras que la versión europea, que se llama Magotan, se vende por separado. Los distintos niveles de equipo se llaman 280TSI, 330TSI y 380TSI. Los modelos 280TSI reciben el motor EA211 1,4 litros, mientras que los otros dos modelos reciben el motor EA888 2 litros. Todos los modelos están disponibles con una caja de cambios de 7 velocidades DSG de serie.

### Passat Lingyu
El Volkswagen Passat Lingyu es un automóvil del segmento D del fabricante chino Shanghai Volkswagen Automotive de tracción delantera y motor longitudinal.